# Secuestro de Amanda Berry, Gina DeJesus y Michelle Knight

Abortos espontáneos

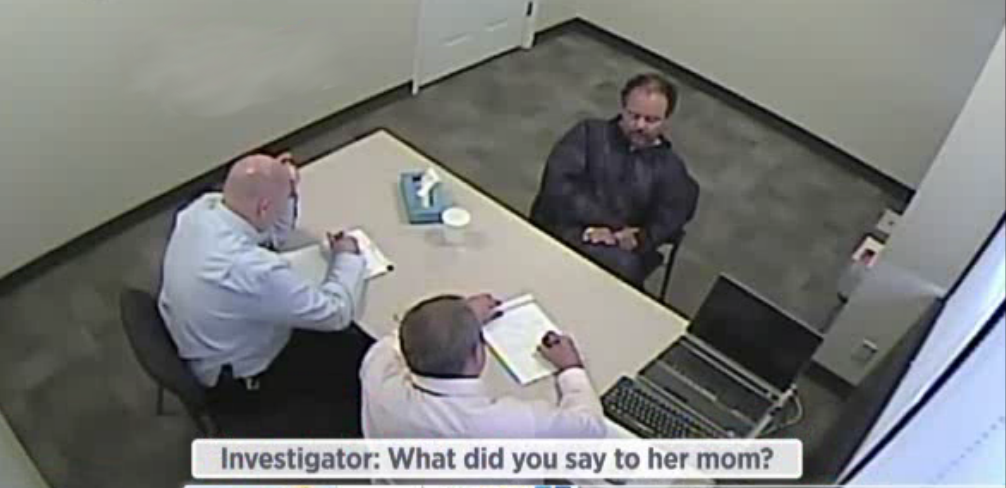
Ariel Castro – Interrogatorio del FBI

El denominado Secuestro de Cleveland fue un acto delictivo que tuvo lugar en Cleveland, Ohio, en los Estados Unidos entre los años 2002 y 2004, perpetrado por Ariel Castro en el cual Georgina "Gina" Lynn DeJesus, Amanda Marie Berry y Michelle Knight fueron secuestradas, permaneciendo así entre nueve y once años siendo liberadas en mayo de 2013.
Knight desapareció el 23 de agosto de 2002 a los 21 años, Berry el 21 de abril de 2003, un día antes de cumplir 17 años, y DeJesus el 2 de abril de 2004, a los 14 años. Durante el cautiverio, las mujeres fueron repetidamente violadas, tuvieron varios embarazos, por lo menos un hijo nacido vivo (la hija de Berry), y múltiples abortos espontáneos. Las mujeres fueron en ocasiones atadas con cadenas y cuerdas.
El 6 de mayo de 2013, las tres mujeres fueron rescatadas cuando Berry consiguió escapar y llamó a la policía. Fueron encontradas en una casa propiedad de Ariel Castro, el sospechoso de sus secuestros. Una niña de seis años de edad, hija de Berry, nacida en cautiverio, fue también rescatada.
Ariel Castro fue detenido el 6 de mayo de 2013, poco después de que fuesen puestas en libertad sus víctimas. El 8 de mayo, Castro fue acusado de cuatro cargos de secuestro y tres cargos de violación. El incidente recibió gran cobertura de los medios de comunicación en todo el mundo. Ariel Castro fue encontrado muerto el miércoles 4 de septiembre de 2013 en su celda tras haberse estrangulado con una sábana.

## Secuestros

### Michelle Knight
Michelle Knight fue vista por última vez cuando salió de la casa de su primo, el 23 de agosto de 2002. Fue secuestrada  cerca del cruce de la calle 116 oeste y la avenida Lorain, cuando se dirigía a comparecer ante un tribunal al respecto de la custodia de su hijo. Ella tenía 21 años al momento de su secuestro.
La policía y los miembros de su familia barajaron la hipótesis al principio de que Knight podría haber desaparecido voluntariamente, y que estaba frustrada tras perder la custodia de su hijo. Su madre creyó haberla visto con un hombre mayor en un centro comercial en la calle Oeste 117.
Michelle Knight se encontró con Ariel Castro, su secuestrador, en la calle y éste le ofreció ir a su casa a ver a unos cachorros de perro que tenía. Michelle aceptó ya que llegaba tarde a una sesión por la custodia de su hijo. De camino, Ariel le ofreció visitar a sus cachorros recién nacidos y Michelle pensó que sería una buena idea llevarse a un cachorro para tener en casa y sorprender a su hijo cuando consiguiera de nuevo la custodia. Cuando llegó a la casa de Castro, Michelle descubrió que era un engaño y no existían tales cachorros. Castro la obligó a quedarse, la ató, amordazó y encerró posteriormente en el sótano, iniciando una pesadilla que se perpetuó durante los más de diez años en los que ella permaneció en cautiverio.
Antes del secuestro, Michelle había tenido una complicada vida y había sufrido previamente abusos sexuales por parte de un compañero de clase y por un familiar. Su madre y en general  su familia tenían desapego por Michelle, por ello apenas se indagó en su desaparición.
Michelle fue de las chicas la que más años estuvo en cautiverio dado que fue la primera que Ariel secuestró y fue liberada junto con las demás el mismo día, 6 de mayo del 2013. 
Durante el secuestro, fue violada reiteradamente y sufrió múltiples abortos, también fue obligada a intervenir en el parto de Amanda Berry, después de haber tenido cinco abortos por los maltratos físicos que Ariel ejercía sobre ella, también la maltrataba psicologicamente forzandola a asistir el parto. Una vez fue liberada junto a sus compañeras, Michelle Knight estuvo un mes ingresada en el hospital dado que era la que en peores condiciones físicas se encontraba. Rechazó las visitas de sus familiares y solo pedía ver a su hijo Joey, del cual había perdido la custodia en el 2002. Consiguió contactar con sus padres adoptantes y le mostraron fotos de su hijo, al que aún no ha llegado a ver personalmente. Un año después de su liberación, publicó el libro: ¡Libre al fin! Memorias de los secuestros de Cleveland.

### Amanda Berry
Amanda Marie Berry desapareció el 21 de abril de 2003, a los 16 años, un día antes de cumplir 17 años. Se cree que había llegado a casa de su trabajo en un Burger King en la calle Oeste 110 y la avenida Lorain, cambiándose de uniforme en el apartamento de su familia, pero nadie la vio allí. Dejó el dinero y toda su ropa en casa, y se sabe que tenía planes para celebrar su cumpleaños al día siguiente.
Inicialmente, la policía consideró a Berry una fugitiva, hasta que un hombre usó su teléfono móvil para llamar a su madre, Louwanna Miller, alegando que la adolescente regresaría en pocos días y que se habían casado. Miller buscó a su hija sin descanso durante tres años, hasta que falleció lamentablemente en 2006 a raíz de una insuficiencia cardiaca.
El mismo Ariel Castro, mientras era interrogado, confesaría luego a la policía que él hizo esa llamada.
El caso de Berry apareció en 2004 en el programa de televisión America's Most Wanted, que se volvió a emitir en 2005 y 2006 y se la vinculaba al de Gina DeJesus, que posteriormente había desaparecido también en Cleveland. Ambos casos fueron tratados en The Oprah Winfrey Show y The Montel Williams Show.
Antes de su desaparición, Berry había estado en un programa de superdotados en la John Marshall High School, pero había cambiado a un programa escolar en casa en el que estaba próxima a graduarse.

### Gina DeJesus

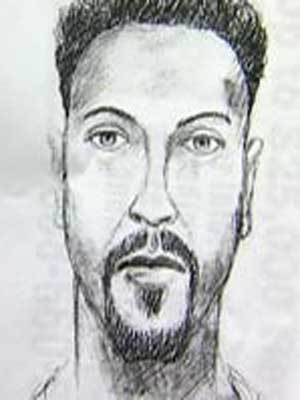
Bosquejo de 2004 del FBI sobre un sospechoso en la desaparición de DeJesus.

Georgina "Gina" Lynn DeJesus desapareció a los 14 años. Fue vista por última vez en un teléfono público a las 3 de la tarde del 2 de abril de 2004, mientras se dirigía la escuela secundaria donde estudiaba, en la calle Oeste 105 y la avenida Lorain. Ella y Arlene Castro, la hija del sospechoso Ariel Castro, habían llamado a la esposa de Ariel, Grimilda Figueroa, pidiendo pasar la noche (tener una fiesta de pijamas) en casa de DeJesus, pero Figueroa dijo que no podía ser. Berry y DeJesus desaparecieron a una distancia de cinco cuadras la una de la otra, tal vez incluso en el mismo bloque.
Castro ofreció a DeJesus ir a su casa a visitar a su hija, la cual era su amiga. En su lugar, la secuestró y mantuvo en cautiverio.
No se emitió una Alerta AMBER el día que DeJesus desapareció, porque nadie había sido testigo de su secuestro. La falta de una Alerta AMBER enfureció a su padre, Felix DeJesus, quien dijo en 2006 que creía que el público quería escuchar incluso si las alertas se hacen de rutina.
Una semana después de la desaparición de Gina, la policía dio a conocer un boceto y la descripción de un hombre hispano de 25 a 35 años, 5 pies 10 pulgadas (1,78 m) de altura, peso de 165 hasta 185 libras (75 a 82 kg), con ojos verdes, barba y delgado. El sospechoso había sido visto cerca de una autoescuela en un vehículo azul claro o blanco, preguntando por Gina.
El caso de DeJesus fue presentado en America's Most Wanted en 2004, 2005 y 2006, y el programa de televisión también la vinculaba a la desaparición de Berry en la misma zona. Las desapariciones recibieron atención de la prensa en los últimos años y hasta 2012, mientras que la familia y otros celebraban vigilias y buscaban a DeJesus y Berry. Ariel Castro fue identificado por la familia de Gina en un vídeo de dos de estas vigilias, y según informes, participó en un grupo de búsqueda y trató de acercarse a la familia. La policía mantuvo abierta una investigación activa, ofreciendo una recompensa de $ 25.000 por información sobre su ubicación.

## Descubrimiento y consecuencias

### Descubrimiento

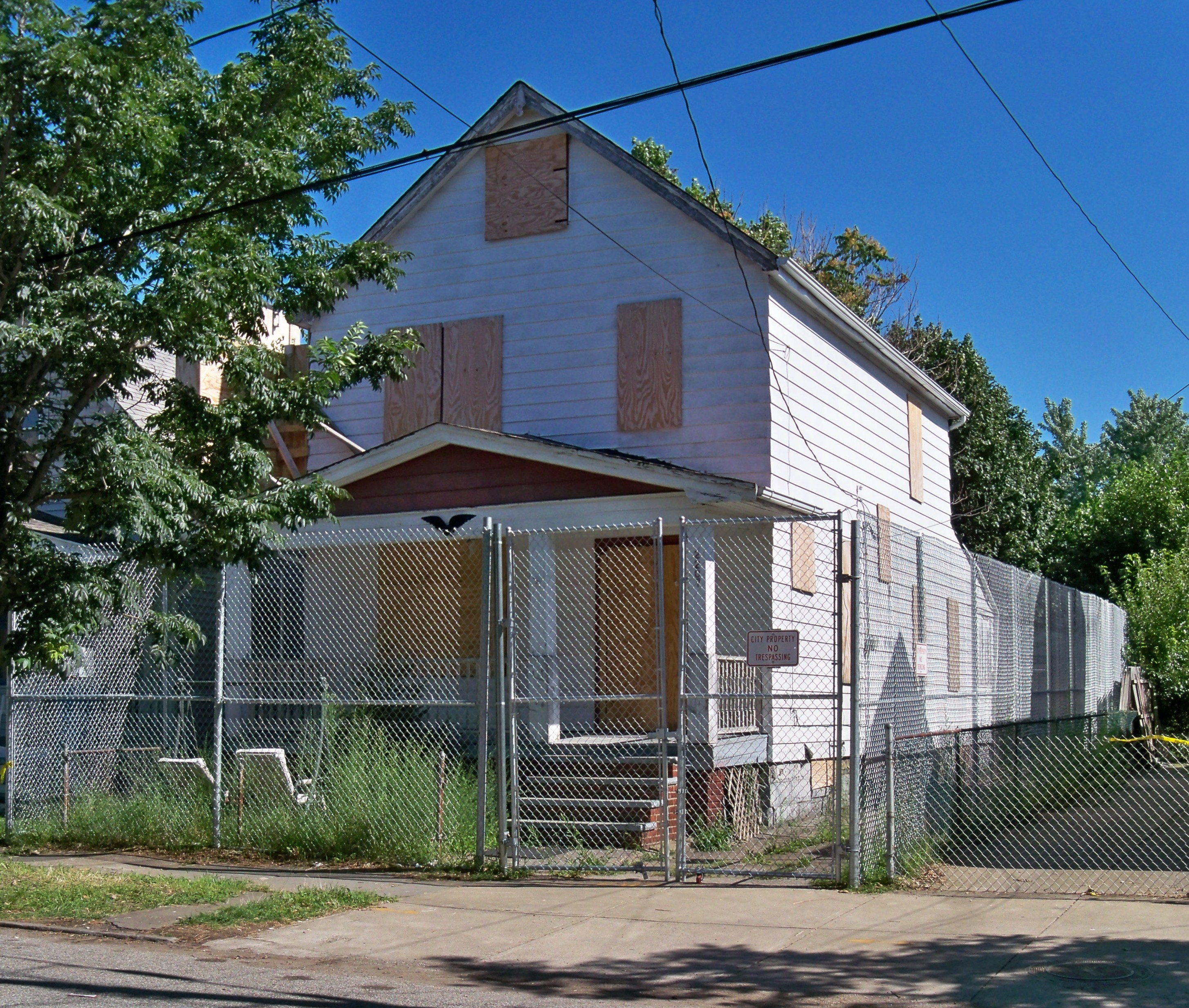
Casa donde vivía Ariel Castro y donde mantuvo cautivas a sus rehenes. Como parte de su acuerdo de declaración de culpabilidad, la casa fue demolida.

El 6 de mayo de 2013, Knight, DeJesus, Berry, y una niña de 6 años de edad llamada Jocelyn, hija de Berry, fueron encontradas en una casa en la avenida 2207 Seymour, en el barrio residencial Tremont, ubicado a 3 millas (4,8 km) de donde las tres jóvenes habían desaparecido. El vecino Ángel Cordero respondió al ruido de gritos de una mujer, pero al parecer fue incapaz de comunicarse con las mujeres de dentro de la casa, ya que él no hablaba inglés. Otro vecino, Charles Ramsey, se unió a Cordero en la puerta y dijo que una mujer, más tarde identificada como Berry, le dijo que estaba en la casa con su bebé contra su voluntad. Debido a que la puerta estaba cerrada, Ramsey y Cordero hicieron un agujero bajo la entrada, y Berry pudo salir a través de él llevando a su hija. Berry llevaba un traje, camiseta blanca, anillos, y rímel. Al ser liberada, fue a la casa de otro vecino que hablaba español y llamó al 9-1-1, diciendo: "Ayúdenme,.. Soy Amanda Berry me han secuestrado, he estado perdida por diez años, estoy aquí y estoy libre ahora". La prensa internacional dio al lugar donde ocurrieron los hechos el nombre de "La casa de los horrores" de Cleveland.
Las tres mujeres y la niña fueron llevadas al Centro Médico MetroHealth. El personal no hizo comentarios sobre sus condiciones. Todas fueron dadas de alta a la mañana siguiente, con excepción de Knight quien dejó el hospital el 10 de mayo.

### Desarrollos de la investigación
Un sospechoso, Ariel Castro, fue detenido el 6 de mayo de 2013 y acusado de cuatro cargos de secuestro y tres cargos de violación, el 8 de mayo. Dos hermanos de Castro también se tomaron inicialmente en custodia, pero fueron puestos en libertad a los pocos días después que la policía anunció que no tenían participación en los secuestros.
La policía dijo que, según las entrevistas a las víctimas, las mujeres permanecieron encadenadas y amordazadas en el sótano un tiempo antes de ser encerradas en las habitaciones de arriba. Fueron llevadas solo dos veces afuera, disfrazadas, y solo hasta el garaje. Una fuente policial no identificada dijo que las tres jóvenes sufrieron varios abortos involuntarios, y al menos un hijo nacido vivo. WKYC informó que las mujeres fueron violadas repetidamente por su captor, y golpeadas severamente cuando quedaban embarazadas. De acuerdo con The New York Post, una joven tuvo tres abortos involuntarios, y Knight pudo haber sufrido pérdida de la audición por los golpes.
Varios agentes de policía registraron la propiedad de Ariel Castro, usando un perro de búsqueda de cadáveres, pero no se descubrieron restos humanos.
La policía cree que el sospechoso engendró a la niña de 6 años de edad, con Berry, y se dio una orden de arresto para obtener el ADN del sospechoso. La niña había sido llevada varias veces fuera de la casa, y visitó a la madre del sospechoso, llamándola "abuela".

### Juicio
Castro se declaró culpable el 26 de julio de 2013 para evadir la pena de muerte a cambio de pasar el resto de su vida en prisión. La casa donde mantuvo cautivas a las tres mujeres, fue demolida el 7 de agosto de 2013. "El señor Castro acepta toda la responsabilidad de su conducta", afirmó el abogado defensor Craig Weintraub.[cita requerida] La justicia estadounidense sentenció —el 1 de agosto de 2013— a Ariel Castro a cadena perpetua y otros mil años sin posibilidad de libertad condicional por el secuestro, violación y cautiverio de tres mujeres durante una década y por dejar embarazada a una de ellas y matar al bebé con los golpes. El juez del condado de Cuyahoga en Ohio, Michael Russo, impuso la condena y afirmó que la cadena perpetua y los mil años de sentencias consecutivas están "acorde con el daño" que causó el sentenciado. Castro fue hallado muerto en su celda el 3 de septiembre de 2013. Aparentemente se habría suicidado. El suicidio fue confirmado por los médicos forenses asignados al caso.

## Los Secuestros en la cultura popular
Los secuestros causaron una honda conmoción mundial y dieron lugar a una película para TV, "Cleveland Abduction" ("Secuestro en Cleveland") de 2015, dirigida por Alex Kalymnios y con Raymond Cruz en el papel de Ariel Castro.